# Debates y foros presidenciales del Partido Demócrata de 2008
Los debates presidenciales demócratas de 2008 fueron debates antes de y durante las primarias demócratas de 2008. Los debates comenzaron el 26 de abril de 2007 en Orangeburg, Carolina del Sur.

## Elección de 2008
Las elecciones presidenciales de Estados Unidos de 2008 fueron el 4 de noviembre de 2008. Los debates, campañas, primarias y convenciones ocurrieron varios meses antes del día de las elecciones. El nuevo presidente y vicepresidente prestaron juramento el 20 de enero de 2009. Fue la primera elección presidencial sin mandatarios en ejercicio desde 1952, y se proyectaba que sería la elección más grande y cara en la historia de Estados Unidos.

## Candidatos demócratas de 2008
Ocho demócratas ya habían presentado formalmente documentos ante la Comisión Federal de Elecciones, convirtiéndolos en candidatos formales para la nominación demócrata y la presidencia. Los candidatos que atrajeron la mayor atención de los medios fueron Hillary Clinton, Barack Obama y John Edwards. Otros candidatos incluyeron a Dennis Kucinich, quien se retiró, y Mike Gravel, antes de desertar del Partido Libertario. Tom Vilsack, uno de los primeros candidatos en anunciar una campaña para la presidencia, se retiró antes de participar en cualquier debate. Christopher Dodd y Joe Biden abandonaron la carrera luego de las asambleas de Iowa, y Bill Richardson se retiró después de las primarias de New Hampshire.

## Candidatos en debate
- Senador Barack Obama - Illinois.

### Candidatos retirados
- Senador Chris Dodd - Connecticut (se retiró el 3 de enero de 2008)[1]
- Senador Joe Biden - Delaware (se retiró el 3 de enero de 2008)[2]
- Gobernador Bill Richardson - Nuevo México (se retiró el 9 de enero de 2008)[3]
- Congresista Dennis Kucinich - Ohio (se retiró el 24 de enero de 2008)[4]
- Senador John Edwards - Carolina del Norte (se retiró el 30 de enero de 2008)[5]
- Senador Mike Gravel - Alaska (se retiró del Partido Demócrata el 25 de marzo de 2008)[6]
- Senadora Hillary Clinton - Nueva York (se retiró el 7 de junio de 2008)[7]

## Cronograma de debates
Leyenda:  P  denota que el candidato participó en el debate;  N  denota que el candidato no fue invitado;  A  denota que el candidato estuvo ausente pero fue invitado;  F  denota que el candidato estaba fuera de la carrera.
| Detalles                 | Detalles                       | Detalles                           | Invitados  | Invitados    | Invitados | Invitados    | Invitados   | Invitados     | Invitados  | Invitados       |
| Fecha                    | Lugar                          | Organizador                        | Sen. Biden | Sen. Clinton | Sen. Dodd | Sen. Edwards | Sen. Gravel | Rep. Kucinich | Sen. Obama | Gob. Richardson |
| ------------------------ | ------------------------------ | ---------------------------------- | ---------- | ------------ | --------- | ------------ | ----------- | ------------- | ---------- | --------------- |
| 26 de abril de 2007      | Orangeburg, Carolina del Sur   | MSNBC                              | P          | P            | P         | P            | P           | P             | P          | P               |
| 3 de junio de 2007       | Goffstown, Nueva Hampshire     | CNN                                | P          | P            | P         | P            | P           | P             | P          | P               |
| 28 de junio de 2007      | Washington D. C.               | PBS                                | P          | P            | P         | P            | P           | P             | P          | P               |
| 12 de julio de 2007      | Detroit, Míchigan              | ninguno                            | P          | P            | P         | P            | P           | P             | P          | P               |
| 23 de julio de 2007      | Charleston, Carolina del Sur   | CNN                                | P          | P            | P         | P            | P           | P             | P          | P               |
| 4 de agosto de 2007      | Chicago, Illinois              | ninguno                            | A          | P            | P         | P            | P           | P             | P          | P               |
| 7 de agosto de 2007      | Chicago, Illinois              | MSNBC                              | P          | P            | P         | P            | A           | P             | P          | P               |
| 9 de agosto de 2007      | Los Ángeles, California        | Logo                               | A          | P            | A         | P            | P           | P             | P          | P               |
| 19 de agosto de 2007     | Des Moines, Iowa               | ABC                                | P          | P            | P         | P            | P           | P             | P          | P               |
| 9 de septiembre de 2007  | Coral Gables, Florida          | Univision                          | A          | P            | P         | P            | P           | P             | P          | P               |
| 12 de septiembre de 2007 | solo en Internet               | ninguno                            | P          | P            | P         | P            | P           | P             | P          | P               |
| 20 de septiembre de 2007 | Davenport, Iowa                | PBS                                | P          | P            | P         | P            | N           | N             | A          | P               |
| 26 de septiembre de 2007 | Hanover, Nueva Hampshire       | MSNBC                              | P          | P            | P         | P            | P           | P             | P          | P               |
| 30 de octubre de 2007    | Filadelfia, Pensilvania        | MSNBC                              | P          | P            | P         | P            | N           | P             | P          | P               |
| 15 de noviembre de 2007  | Las Vegas, Nevada              | CNN                                | P          | P            | P         | P            | N           | P             | P          | P               |
| 4 de diciembre de 2007   | Des Moines, Iowa               | ninguno (solo radio, NPR)          | P          | P            | P         | P            | P           | P             | P          | A               |
| 13 de diciembre de 2007  | Johnston, Iowa                 | CNN, Fox News Channel, IPTV, MSNBC | P          | P            | P         | P            | N           | N             | P          | P               |
| 5 de enero de 2008       | Goffstown, Nueva Hampshire     | ABC                                | F          | P            | F         | P            | N           | N             | P          | P               |
| 15 de enero de 2008      | Las Vegas, Nevada              | MSNBC                              | F          | P            | F         | P            | N           | N             | P          | F               |
| 21 de enero de 2008      | Myrtle Beach, Carolina del Sur | CNN                                | F          | P            | F         | P            | N           | N             | P          | F               |
| 31 de enero de 2008      | Hollywood, California          | CNN                                | F          | P            | F         | F            | N           | F             | P          | F               |
| 2 de febrero de 2008     | Nueva York, Nueva York         | MTV                                | F          | P            | F         | F            | N           | F             | P          | F               |
| 21 de febrero de 2008    | Austin, Texas                  | CNN                                | F          | P            | F         | F            | N           | F             | P          | F               |
| 26 de febrero de 2008    | Cleveland, Ohio                | MSNBC                              | F          | P            | F         | F            | N           | F             | P          | F               |
| 13 de abril de 2008      | Grantham, Pensilvania          | CNN                                | F          | P            | F         | F            | F           | F             | P          | F               |
| 16 de abril de 2008      | Filadelfia, Pensilvania        | ABC                                | F          | P            | F         | F            | F           | F             | P          | F               |

Leyenda:  P  denota que el candidato participó en el debate;  N  denota que el candidato no fue invitado;  A  denota que el candidato está ausente pero fue invitado;  F  denota que el candidato estaba fuera de la carrera.

## Debates

### 26 de abril de 2007–Orangeburg, Carolina del Sur, Universidad Estatal de Carolina del Sur
| Candidato | Encuestas |
| --------- | --------- |
| Clinton   | 35,2%     |
| Obama     | 25,5%     |

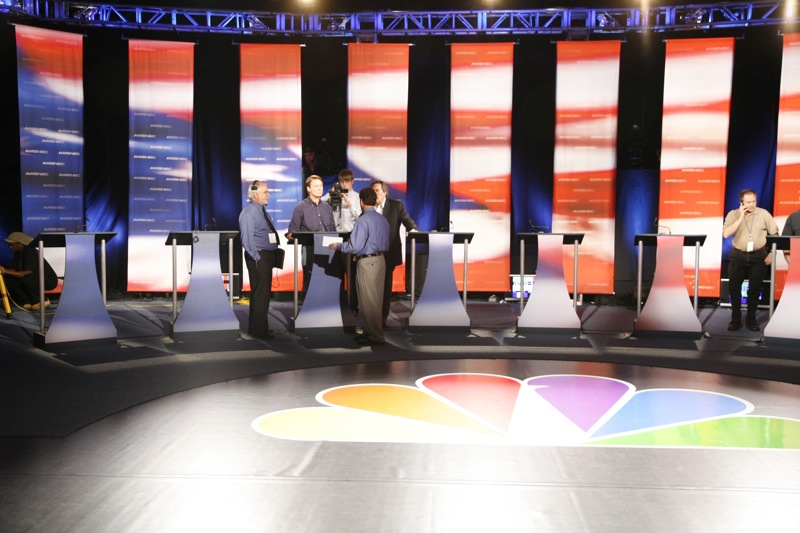
Escenario del debate

El primer debate demócrata tuvo lugar en la noche del 26 de abril de 2007 en Orangeburg, Carolina del Sur, en la Universidad Estatal de Carolina del Sur. El presidente del partido estatal, Joe Erwin, dijo que eligió el estado de Carolina del Sur porque es una universidad históricamente negra, y señaló que los afroamericanos han sido los demócratas "más leales" del estado. El debate fue de 90 minutos, con un límite de tiempo de 60 segundos para las respuestas y sin declaraciones de apertura o cierre. Fue transmitido a través de televisión por cable y transmisión de video en línea por MSNBC . El debate fue moderado por Brian Williams de NBC Nightly News.[cita requerida]
La guerra de Irak fue el tema principal de la discusión y todos los candidatos criticaron duramente al presidente George W. Bush. Aunque inicialmente se produjo alguna fanfarria pública, expertos consideraron que el debate no fue espectacular, y no se identificó ningún candidato "rompedor".
Una encuesta de 403 habitantes de Carolina del Sur que vieron el debate indicó la creencia de que Obama ganó el debate, con un apoyo del 31% en comparación con el 24% de Clinton. Sin embargo, los periodistas Tom Baldwin, de The Times, y Ewen MacAskill, de The Guardian, informaron que Clinton parecía conservar su condición de favorita. Expertos políticos como Chris Matthews, Howard Fineman, Keith Olbermann y Joe Scarborough declararon a Clinton como la más "presidencial", afirmando que su apariencia y respuestas fueron: sucintas, dentro del límite de tiempo, inequívocas y completas.[cita requerida]
Las opiniones de los expertos variaron con respecto al tercer candidato encuestado, el exsenador John Edwards (D-NC), y algunos afirmaron que su desempeño fue débil y poco similar al desempeño enérgico que describió durante su primera campaña electoral en 2003.[cita requerida]
- Transcripción de MSNBC

### 3 de junio de 2007 - CNN 7:00 p.m. EDT - Goffstown, Nueva Hampshire, Saint Anselm College
WMUR-TV, CNN y New Hampshire Union Leader organizaron debates demócratas y republicanos en el área de Mánchester, New Hampshire, en el Saint Anselm College en Goffstown. El debate demócrata fue el domingo 3 de junio, comenzó a las 7 p. m. EDT, fue sin comerciales y duró dos horas. El moderador fue Wolf Blitzer, presentador de Late Edition con Wolf Blitzer y The Situation Room. A Blitzer se unieron Tom Fahey del New Hampshire Union Leader y Scott Spradling de la estación de televisión local WMUR.[cita requerida]
La primera mitad del debate fue una sesión dirigida de preguntas y respuestas, con los candidatos interrogados mientras estaban de pie en los podios, como en el primer debate, respondiendo a las preguntas de Fahey y Spradling. Los candidatos participantes fueron Obama, Edwards, Clinton, Kucinich, Gravel, Dodd, Richardson y Biden.
Durante la segunda mitad del debate, los candidatos se sentaron en sillas mientras los miembros de la audiencia en vivo de New Hampshire, en su mayoría votantes demócratas e independientes indecisos, hicieron preguntas que luego fueron desviadas por Blitzer a candidatos específicos.[cita requerida]
|                                                              |
| Clinton, Obama, and Richardson after the June 3, 2007 debate |

|                                                   |
| Clinton speaks to supporters following the debate |

|                            |
| John Edwards at the debate |

### 28 de junio de 2007 - PBS - WashingtonD.C., Howard University

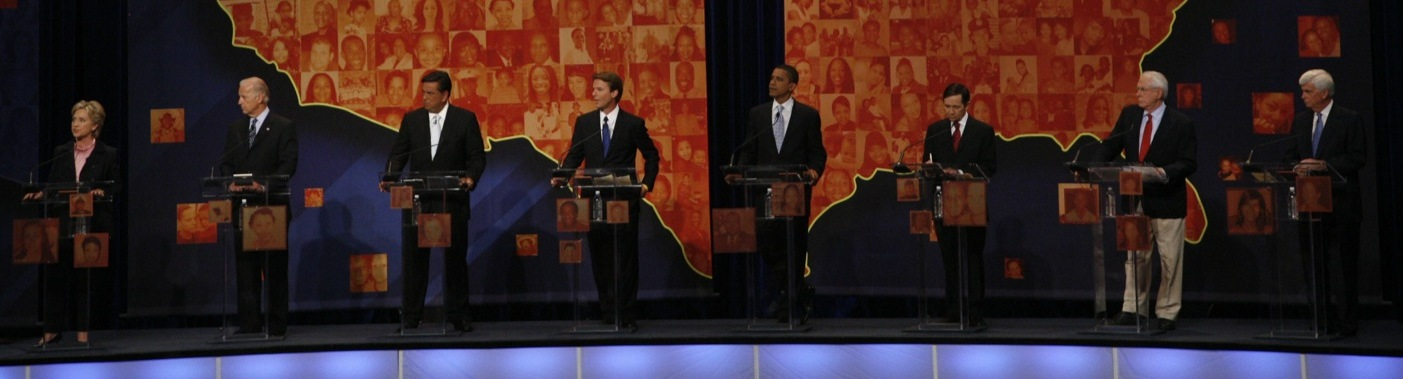
Candidatos en el Foro Presidencial All American en PBS. (De izquierda a derecha) Clinton, Biden, Richardson, Edwards, Obama, Kucinich, Gravel y Dodd

PBS celebró y televisó un debate en la Universidad de Howard, una universidad históricamente negra. El moderador fue Tavis Smiley y los ocho candidatos discutieron una variedad de temas, incluida la educación, la pobreza, el desempleo, la discriminación racial y la salud en la comunidad negra.

### 12 de julio de 2007–Detroit, Míchigan
Con la asistencia de los ocho candidatos, este foro de candidatos se llevó a cabo durante la convención de la NAACP. Se escuchó una conversación en el escenario entre Edwards y Clinton, debido a los micrófonos activados, en la que hablaron sobre el eventual cese de la participación de candidatos que no fueran los favoritos en futuros debates.

### 23 de julio de 2007 - CNN - Charleston, Carolina del Sur, The Citadel Military College
CNN y YouTube llevaron a cabo este debate en el campus de The Citadel. Todas las preguntas fueron seleccionadas y presentadas como videos enviados a través de YouTube por miembros del público; el debate fue moderado por Anderson Cooper de Anderson Cooper 360 . YouTube y Google transmitieron el evento en vivo.  También se transmitió simultáneamente en CNN en Español.
- Transcripción CFR
- Transcripción de CNN
- Video de CNN
- Video con subtítulos de Taudiobook.com

### 4 de agosto de 2007–Chicago, Illinois
El Foro Anual de Liderazgo Presidencial de Kos fue una discusión informal a la que asistieron siete de los ocho candidatos presidenciales, y Biden no asistió debido a las votaciones en el Congreso. El escritor de la revista New York Times, Matt Bai, el editor colaborador y miembro de DailyKos Joan McCarter y el autor y bloguero Jeffrey Feldman fueron los moderadores. El debate se dividió en Política Interna, Política Exterior, y Filosofía y Liderazgo. A los candidatos se les asignaron 90 segundos para cada pregunta con refutaciones de 45 segundos, aunque los límites de tiempo no se hicieron cumplir estrictamente. Después del debate, se llevaron a cabo sesiones de trabajo en las que los asistentes a la convención podían interrogar a cada candidato individualmente.
- Video anual de Kos

|                                        |
| All candidates and moderators on stage |

|                                       |
| Edwards and Clinton during the debate |

|                                                                   |
| (from left to right) Edwards, Clinton and Obama during the debate |

### 7 de agosto de 2007–Chicago, Illinois
| Candidato | Encuestas |
| --------- | --------- |
| Clinton   | 41,0%     |
| Obama     | 22,2%     |

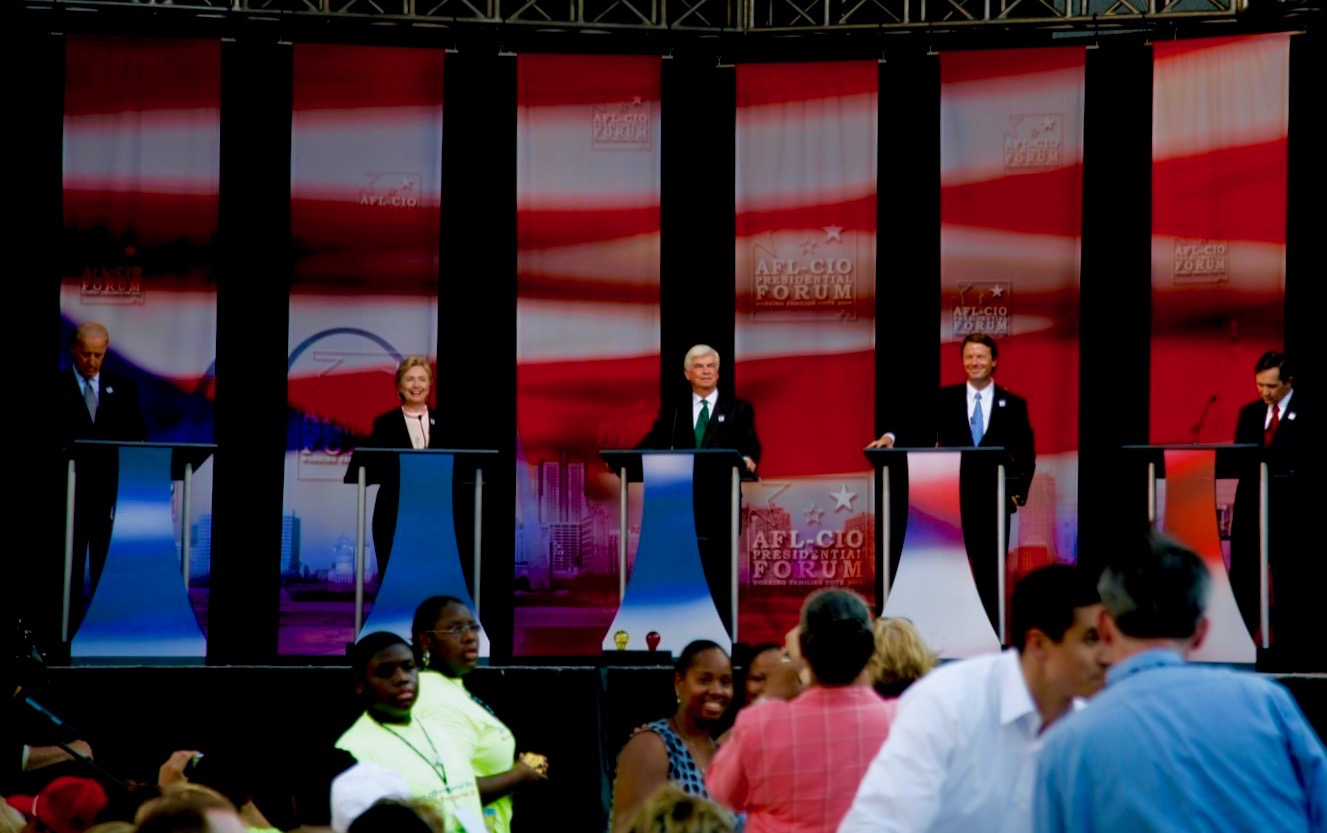
(De izquierda a derecha) Biden, Clinton, Dodd, Edwards y Kucinich durante el Foro presidencial de AFL-CIO Las Familias Trabajadoras Votan. (Obama y Richardson, cuyos podios estaban a la izquierda de Biden, no están en la foto)

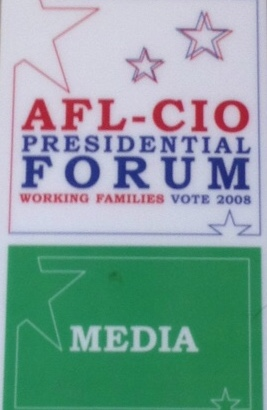
Pase de medios

El Foro presidencial AFL-CIO Las Familias Trabajadoras Votan se llevó a cabo en Soldier Field en Chicago, Illinois, frente a aproximadamente 15.000 miembros del sindicato y sus familias. Las preguntas en el debate se usarían para determinar si y a quién la AFL-CIO respaldaría en las primarias demócratas. El presentador de MSNBC, Keith Olbermann, fue el anfitrión del debate, que contó con siete de los candidatos. Mike Gravel fue excluido porque no envió un cuestionario escrito antes de la fecha límite del 6 de agosto. Gravel afirmó que el cuestionario "le pasó desapercibido" y solicitó ser invitado al debate de todos modos, lo que fue rechazado por la AFL-CIO. También se enviaron cuestionarios a los republicanos, pero ningún candidato respondió.
- Transcripción CFR
- Transcripción del Chicago Sun-Times
- Transcripción del New York Times
- Video de MSNBC
- Video con subtítulos ocultos

|                                     |
| Members of Chicago's IBEW Local 134 |

|                                                |
| Audience of approximately 15,000 union members |

|                                                           |
| John Edwards backstage at Soldier Field before the debate |

|                                               |
| Dodd, Edwards, and Kucinich during the debate |

|                                    |
| Dodd and Edwards during the debate |

### 9 de agosto de 2007–Los Ángeles, California
El canal LGTB Logo organizó este debate centrado en cuestiones LGTB, moderado por el presidente de la Human Rights Campaign, Joe Solmonese, y la cantante Melissa Etheridge. Participaron Barack Obama, Hillary Clinton, Bill Richardson, John Edwards, Dennis Kucinich y Mike Gravel. Mike Gravel originalmente iba a ser excluido de este debate, citando que su campaña no había recaudado suficiente dinero para calificar para participar. La movilización de los partidarios de Gravel revirtió esta decisión. Dodd y Biden dijeron que los conflictos de programación les impidieron asistir. Logo invitó a los candidatos presidenciales republicanos a un debate similar, pero todos los candidatos declinaron.
- Transcripción del Chicago Sun-Times
- El vídeo de Visible Vote '08 Archivado el 20 de julio de 2008 en Wayback Machine.

### 19 de agosto de 2007–Des Moines, Iowa

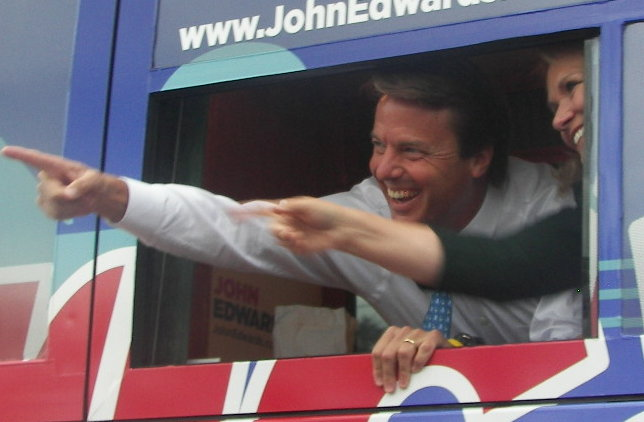
John Edwards y su esposa Elizabeth saludan a sus seguidores mientras llegan al debate en su autobús de campaña.

ABC News, junto con el Partido Demócrata de Iowa, celebró un debate transmitido en <i id="mwAxo">This Week</i> moderado por George Stephanopoulos.  ABC fue acusada de maquillar los resultados del debate debido a diferencias extremas en el tiempo asignado a los candidatos.
- Transcripción ABC
- ABC Video (incompleto, editado y fuera de orden cronológico)
- Video con subtítulos ocultos

### 9 de septiembre de 2007–Coral Gables, Florida,Universidad de Miami
Univision organizó un foro, Destino 2008, en español en el Bank United Center de la Universidad de Miami en Coral Gables, Florida, y fue moderado por los presentadores de Univision Jorge Ramos y María Elena Salinas. Joe Biden no participó en el debate.
Bill Richardson y Chris Dodd objetaron que el debate se lleve a cabo en inglés con traducción simultánea en español. Ambos hablan español con fluidez, pero se percibió como una ventaja injusta para los dos. La audiencia televisiva de 2,2 millones también fue la más joven de la temporada de debates, con una media de 36 años.
- Página web oficial
- Transcripción del debate Archivado el 20 de enero de 2016 en Wayback Machine.

### 12 de septiembre de 2007
Yahoo!, en asociación con The Huffington Post, produjo un debate "mashup" con Charlie Rose entrevistando a los candidatos. Los segmentos se registraron el 12 de septiembre, y los "mashups" se publicaron el 13 de septiembre.
- Sitio interactivo mashup

### 20 de septiembre de 2007–Davenport, Iowa
PBS llevó a cabo un foro centrado en temas domésticos, específicamente en salud y seguridad financiera. Fue moderado por Judy Woodruff y fue una empresa conjunta entre IPTV y AARP. Obama rechazó la invitación de PBS, y Gravel y Kucinich fueron excluidos del debate porque no tenían al menos un miembro de su personal remunerado o espacio de oficina en Iowa.
- AARP - Página de debate divididos fallamos
- Video de Fox News
- Vídeo de la televisión pública de Iowa
- IPT en video de YouTube

### 26 de septiembre de 2007–Hanover, New Hampshire,Dartmouth College
| Candidato | Encuestas |
| --------- | --------- |
| Clinton   | 40,5%     |
| Obama     | 23,3%     |

MSNBC celebró un debate en Dartmouth College junto con New England Cable News y New Hampshire Public Radio. El moderador fue Tim Russert.
- Video de MSNBC
- Video con subtítulos ocultos
- Transcripción CFR
- Transcripción iPol
- Transcripción del New York Times

|                                         |
| Chris Matthews reporting from The Green |

|                                        |
| David Gregory reporting from The Green |

|                                                        |
| Supporters of various candidates gathered on The Green |

|                                               |
| Kucinich with supporters following the debate |

### 30 de octubre de 2007 - NBC 9:00 p.m. EDT - Filadelfia, Pensilvania,Universidad Drexel
| Candidato | Encuestas |
| --------- | --------- |
| Clinton   | 45,0%     |
| Obama     | 22,1%     |

El debate se llevó a cabo en la Universidad de Drexel y fue televisado por NBC News. Todos los candidatos excepto el exsenador de Alaska Mike Gravel asistieron al debate. El 19 de octubre se anunció que el senador Gravel no cumplía con los requisitos de votación para el debate, aunque la DNC no dijo específicamente cuáles eran los requisitos; Gravel sugirió que General Electric, a quien consideró propietario de NBC y un "especulador de la guerra", conspiró para excluirlo del evento después de que, durante el debate anterior, cuestionara la firma de Hillary Clinton de una resolución que posiblemente habría facilitado entrar en guerra con Irán. En lugar de asistir al debate, el senador Gravel organizó un evento en el cercano World Cafe Live.
Siete candidatos presidenciales demócratas participaron en un debate de dos horas a partir de las 9 p. m. EDT el martes (0100 GMT del miércoles) y transmitido por MSNBC y en vivo en msnbc.com. Los moderadores del debate fueron Tim Russert y Brian Williams. Nielson Ratings estimó que el debate atrajo a 2,5 millones de espectadores.
Los rivales demócratas centraron sus ataques en la senadora Clinton y fueron particularmente críticos con su respuesta a una propuesta del gobernador de Nueva York, Eliot L. Spitzer, que permitiría a los inmigrantes ilegales obtener licencias de conducir. Después del debate, el moderador Tim Russert fue criticado por hacer una pregunta engañosa a la senadora Clinton con respecto a la publicación de sus registros como primera dama. Tim Russert planteó el tema de una carta que escribió Bill Clinton en la que el expresidente ordenaba "prohibir" la divulgación de sus registros por parte de los Archivos Nacionales. Después del intercambio, el representante de registros del presidente Clinton, Bruce Lindesey, emitió un comunicado aclarando la solicitud, diciendo que "Bill Clinton no ha pedido que se retengan los registros relacionados con comunicaciones de la senadora Clinton", y dijo que "los Archivos están en proceso de hacer disponibles los registros tan rápido como puedan ".
- Transcripción del NYT del Servicio Federal de Noticias
- Video de MSNBC
- Video con subtítulos de Taudiobook.com
- El podcast Creepy Sleepy de Twitter y detrás de escena en el debate.

### 15 de noviembre de 2007 - CNN - Las Vegas, Nevada
| Candidato | Encuestas |
| --------- | --------- |
| Clinton   | 44,3%     |
| Obama     | 22,6%     |

El Partido Demócrata de Nevada organizó un debate demócrata transmitido por CNN. El moderador fue Wolf Blitzer. El exsenador de Alaska Mike Gravel fue excluido del debate por lo que realizó un debate alternativo, en línea en www.ustream.tv, donde se utiliza un sistema TiVo para proyectar el debate oficial simultáneamente. Según Nielsen Media Research, el debate atrajo una audiencia récord de televisión por cable para un debate primario presidencial, un estimado de 4.4 millones de espectadores.
Los candidatos presentes en el debate fueron Joe Biden, Bill Richardson, Dennis Kucinich, Hillary Clinton, Barack Obama, Chris Dodd y John Edwards .
Algunos comentaristas atacaron a CNN por el debate, calificándolo de parcial y mal manejado. Sus acusaciones incluyen afirmaciones de que se planteó la pregunta final de la audiencia, que el moderador Wolf Blitzer fue demasiado favorable a Hillary Clinton y que el uso de James Carville, un asesor de larga data de los Clinton, como comentarista de debates fue parcializado.
- Transcripción y video del New York Times, del Servicio Federal de Noticias
- Transcripción del Chicago Sun-Times, de CNN
- Video con subtítulos, de Taudiobook.com

### 4 de diciembre de 2007 - NPR (solo radio) - Des Moines, Iowa
National Public Radio, junto con Iowa Public Radio, organizó un Debate Demócrata "solo por radio". Los presentadores de NPR Steve Inskeep, Michele Norris y Robert Siegel moderaron el debate. El debate se transmitió desde la Sociedad Histórica del Estado de Iowa en Des Moines a las estaciones de NPR de todo el país y se transmitió en línea. Todos los candidatos principales estuvieron presentes, excepto el gobernador de Nuevo México, Bill Richardson, quien asistía al funeral de una víctima de la guerra de Corea.
Los senadores Obama y Edwards fueron los que tuvieron más tiempo para hablar; el senador Gravel tuvo la menor cantidad de tiempo.
- Resumen del debate con audio y transcripción
- Transcripción

### 13 de diciembre de 2007–Johnston, Iowa
| Candidato | Encuestas |
| --------- | --------- |
| Clinton   | 43,1%     |
| Obama     | 24,6%     |

El Des Moines Register y la Televisión Pública de Iowa organizaron un debate demócrata en Johnston, Iowa. Se invitó a seis de los ocho candidatos. Dennis Kucinich fue excluido porque no había alquilado oficinas en el estado. El Register determinó "que una persona que trabaja fuera de su casa no cumplió con nuestros criterios de una oficina de campaña y personal remunerado a tiempo completo en Iowa". Mike Gravel fue excluido presumiblemente por la misma razón.
- Este debate estaba originalmente programado para el 6 de enero de 2008, pero debido a que el Caucus de Iowa se trasladó al 3 de enero de 2008, el Des Moines Register trasladó el debate al 13 de diciembre.
- Video de la Televisión Pública de Iowa (en su totalidad y por segmento) y transcripción
- NPR Election 2008 - Podcast Enlace directo para descargar podcast
- Video de Des Moines Register (completo y por segmento) (enlace roto disponible en Internet Archive; véase el historial, la primera versión y la última).
- Video de Fox News (solo en su totalidad)
- Video con subtítulos ocultos
- Transcripción de CNN

### 5 de enero de 2008 - ABC 8:45 p.m. EST - Goffstown, New Hampshire, Saint Anselm College
| Candidato | Encuestas |
| --------- | --------- |
| Clinton   | 44,2%     |
| Obama     | 24,2%     |

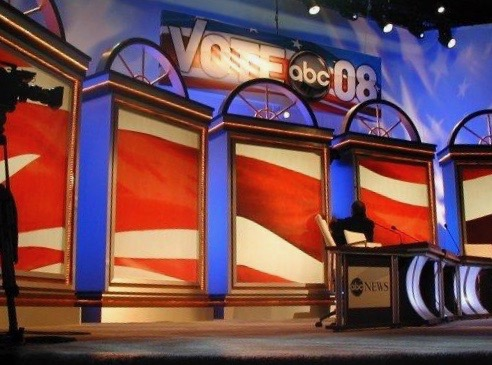
Escenario de debate

ABC News, WMUR-TV y Facebook organizaron conjuntamente debates demócratas y republicanos consecutivos de Saint Anselm College el sábado 5 de enero, tres días antes de la primera primaria oficial en la nación el martes 8 de enero siguiente, con Charles Gibson haciendo de moderador. Según Nielsen Media Research, el debate atrajo a la mayor audiencia televisada de la temporada primaria con un estimado de 9,36 millones de espectadores.
A las 8:47 p. m. EST, entre los dos debates, los demócratas Barack Obama, Hillary Clinton, John Edwards y Bill Richardson se unieron a los candidatos republicanos en el escenario del St. Anselm College en Gran Mánchester.[cita requerida] Esta fue la primera vez que todos los principales candidatos de ambos partidos estuvieron juntos en el escenario, según lo definido por ABC News.[cita requerida] ABC News eliminó a los demócratas Dennis Kucinich y Mike Gravel del debate porque no ocuparon del primer al cuarto lugar en Iowa, no tenían 5% o más en una de las últimas cuatro encuestas importantes de New Hampshire, o no alcanzaron el 5% o más en una de las últimas cuatro encuestas nacionales importantes.[cita requerida]
Los temas principales se introdujeron con un breve video estilo clip de noticias producido por ABC y se alentó a los candidatos a interactuar entre sí. Una pregunta, "¿Cuánto gastaría con los programas que ha propuesto y las promesas que ha hecho?", fue inexplicablemente retirada por Gibson en el último segundo después de que se mostró su video introductorio. Aparte de eso, el debate se desarrolló sin problemas. Hubo cortes comerciales antes y después de cada debate. Los candidatos estuvieron sentados durante los debates.
Durante el debate, Obama, Clinton y Edwards pelearon sobre quién ejemplificaba mejor la palabra de moda de la campaña, "cambio". En un intercambio notorio, Edwards dijo que Clinton no representaba el cambio, mientras que él y Obama sí. "Cada vez que uno habla enérgicamente a favor del cambio, las fuerzas del statu quo atacan". Dejó en claro que se estaba refiriendo a Clinton y agregó: "No escuché este tipo de ataques de la senadora Clinton cuando ella estaba primera. Ahora que ya no lo es, los escuchamos". Clinton replicó con firmeza: "Hacer un cambio no se trata de lo que tú crees; no se trata de un discurso que hagas. Se trata de trabajar duro. No solo postulo con una promesa de cambio. Estoy postulando en base a 35 años de cambio. Lo que necesitamos es alguien que pueda generar cambios. No necesitamos levantar falsas esperanzas". Obama respondió que "La verdad es que, en realidad, las palabras inspiran. Las palabras ayudan a las personas a involucrarse "
En otro momento del debate, cuando un moderador le preguntó a Clinton por qué las encuestas mostraban que era menos "simpática" que otros candidatos, en particular Obama, ella respondió en broma: "Bueno, eso hiere mis sentimientos... pero trataré de seguir."

### 15 de enero de 2008 - MSNBC 6:00 p.m. PST - Las Vegas, Nevada, College del Sur de Nevada
| Candidato | Encuestas |
| --------- | --------- |
| Clinton   | 42,3%     |
| Obama     | 33,3%     |

El Partido Demócrata de Nevada se asoció con la Cámara de Comercio Hispana de EE. UU. e IMPACTO, 100 Black Men of America y el College del Sur de Nevada para celebrar el segundo debate presidencial demócrata en Las Vegas. El debate fue transmitido en vivo por MSNBC y se llevó a cabo en el Cashman Center en Las Vegas el martes 15 de enero de 2008 de 6:00 a 8:00 p. m., hora estándar del Pacífico.
Clinton, Edwards y Obama participaron en el debate. Kucinich fue invitado originalmente al debate después de cumplir con los criterios anunciados públicamente, pero la invitación se retiró después de que NBC cambiara sus criterios poco antes del evento. Kucinich demandó por el derecho a participar en el debate, pero después de que los tribunales inferiores se pusieron del lado de Kucinich, la Corte Suprema de Nevada falló a favor de MSNBC.
- Video con subtítulos ocultos
- Transcripción de Las Vegas Sun
- Transcripción del New York Times

### 21 de enero de 2008 - CNN 8:00 p.m. EST - Myrtle Beach, Carolina del Sur
| Candidato | Encuestas |
| --------- | --------- |
| Clinton   | 41,6%     |
| Obama     | 33,6%     |

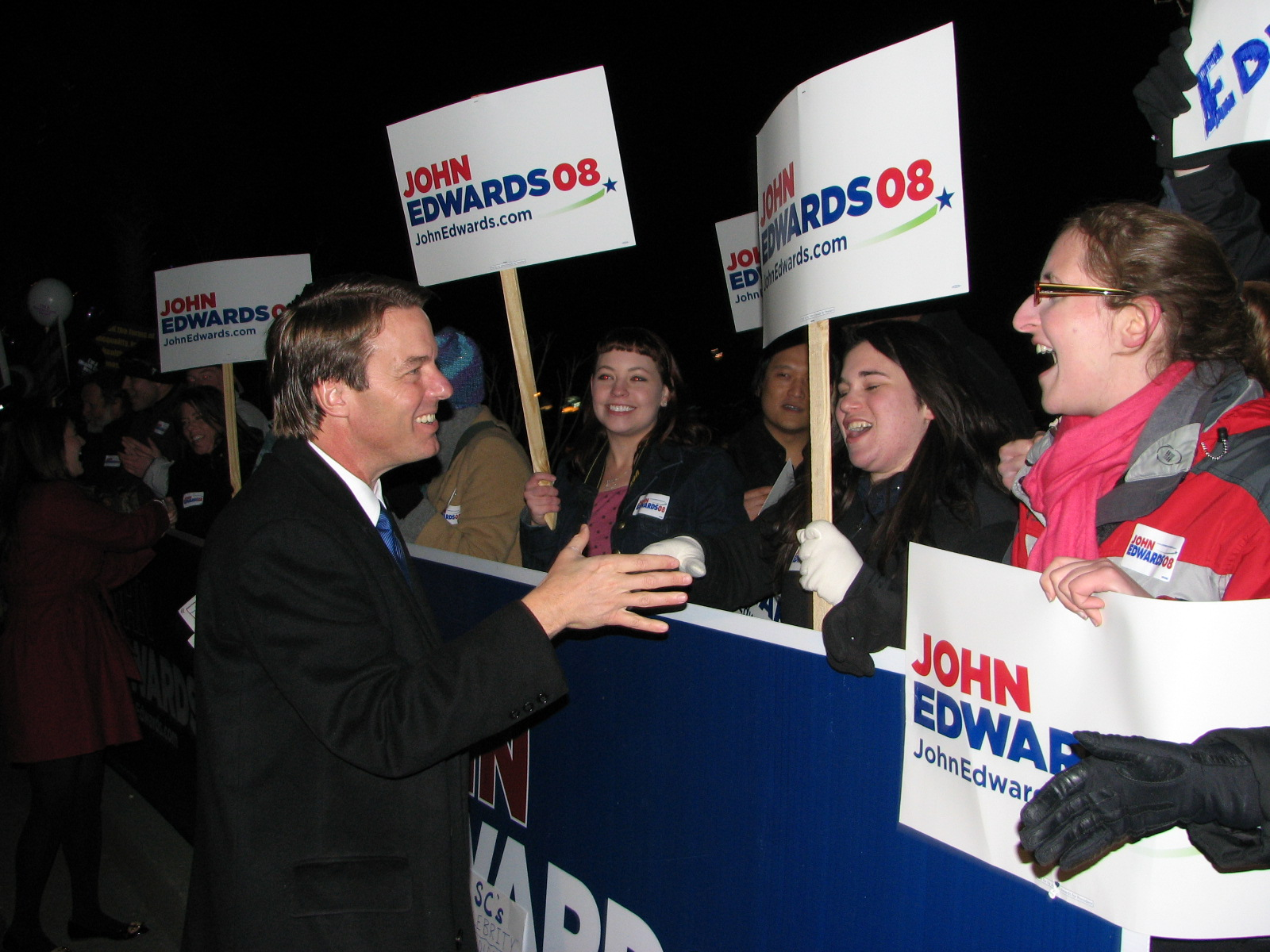
Edwards saluda a los seguidores antes del debate

El Caucus Negro del Congreso y CNN organizaron un debate en Myrtle Beach, Carolina del Sur a las 8:00 p. m. EST. Este debate estableció otro récord para una audiencia de televisión por cable con un estimado de 4.9 millones de espectadores en total, según Nielsen Fast Nationals Ratings. Los participantes fueron Hillary Clinton, Barack Obama y John Edwards . El debate, presidido por Wolf Blitzer, tuvo un formato inusual; durante los últimos cuarenta minutos los candidatos se sentaron y el debate tomó un tono mucho más informal.
- Página web oficial
- Video con subtítulos
- Video y transcripción de CNN
- Transcripción del New York Times

### 31 de enero de 2008 - CNN 5:00 p.m. PDT - Hollywood, California
| Candidato | Encuestas |
| --------- | --------- |
| Clinton   | 44,6%     |
| Obama     | 36,0%     |

Los Angeles Times, The Politico y CNN organizaron un debate demócrata en Hollywood, California, en el Kodak Theatre. El debate estableció otro récord de visualización de TV por cable para un debate primario presidencial, con un total de 8,324,000 millones de espectadores.
Este fue el último debate específico del partido demócrata antes del Súper Martes el 5 de febrero de 2008. Este debate incluyó a dos candidatos, Barack Obama y Hillary Clinton, y comenzó a las 5 de la tarde en el Pacífico y terminó a las 6:30 de la tarde. Los temas de este cordial debate incluyeron la atención médica, la guerra de Irak y la inmigración.
- Transcripción de CNN
- Video de CNN
- Video con subtítulos ocultos

### 2 de febrero de 2008 - MTV 6:00 p.m. EST - Debate de MTV y Myspace
MTV y Myspace organizaron un diálogo de candidatos entre partidos en vivo el 2 de febrero de 2008 a las 6 p. m. EST / 3 p. m. PST en MTV. Barack Obama, Hillary Clinton, Ron Paul y Mike Huckabee asistieron al foro. John McCain y Mitt Romney fueron invitados pero no asistieron. Mike Gravel no fue invitado a asistir debido al escaso apoyo en las primarias estatales y los caucus.
- Video MTV

### 21 de febrero de 2008 - CNN 7:00 p.m. CST - Austin, Texas,Universidad de Texas en Austin
| Candidato | Encuestas |
| --------- | --------- |
| Obama     | 44,6%     |
| Clinton   | 43,0%     |

CNN, Univision y el Partido Demócrata de Texas organizaron conjuntamente un debate entre Obama y Clinton el 21 de febrero a las 7:00 CST en el campus de la Universidad de Texas en Austin . El debate fue retransmitido a las 10:30 en español. Las preguntas se centraron principalmente en la inmigración ilegal y la economía, entre otros temas.
- Video de transcripción de CNN
- Video con subtítulos ocultos

### 26 de febrero de 2008 - MSNBC 9:00 p.m. EST - Cleveland, Ohio, Universidad Estatal de Cleveland
| Candidato | Encuestas |
| --------- | --------- |
| Obama     | 48,3%     |
| Clinton   | 41,7%     |

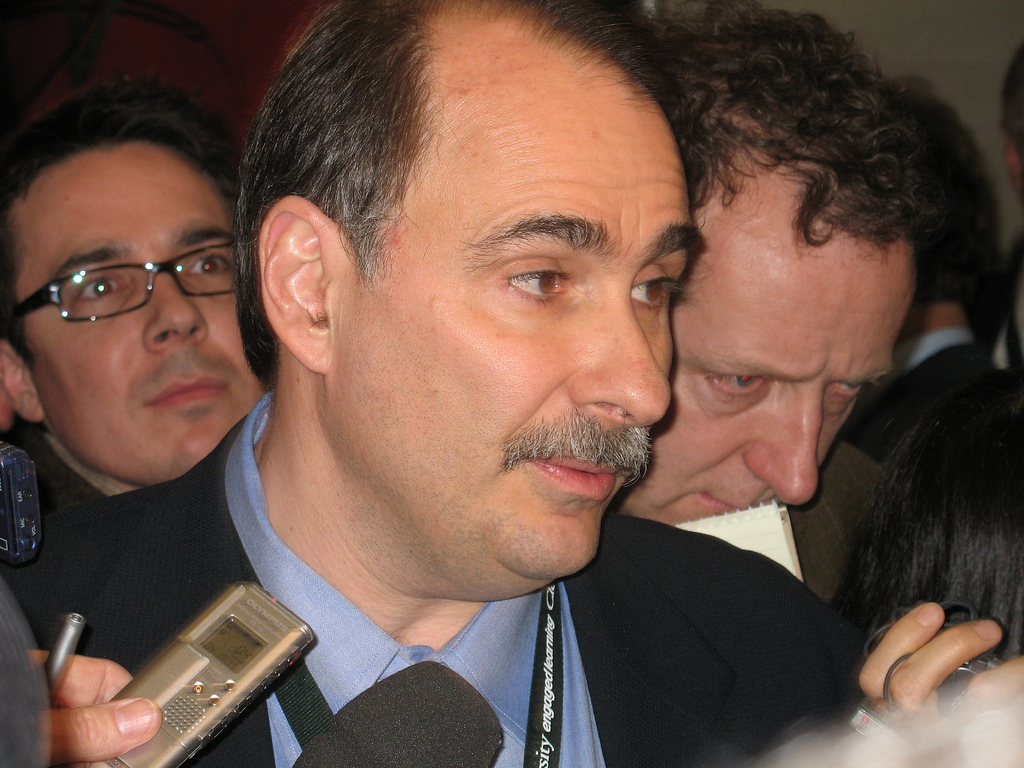
David Axelrod en la sala de comentaristas del debate del 26 de febrero

NBC News celebró un debate entre Clinton y Obama el 26 de febrero en el Wolstein Center en el campus de la Universidad Estatal de Cleveland. El debate se transmitió en vivo a las 9:00 EST en MSNBC. Fue moderado por Brian Williams con Tim Russert. CNN había propuesto con el Partido Demócrata de Ohio un debate el 27 de febrero que fue cancelado.
- Página web oficial
- Video de MSNBC
- Transcripción del New York Times
- Video con subtítulos ocultos

### 13 de abril de 2008 - CNN 8:00 p.m. EDT - Grantham, Pensilvania, Messiah College
| Candidato | Encuestas |
| --------- | --------- |
| Obama     | 48,0%     |
| Clinton   | 41,6%     |

Clinton y Obama aparecieron en el Compassion Forum, discutiendo sobre fe, valores y religión el 13 de abril de 2008 a las 8PM EDT en Messiah College en Grantham, Pensilvania . El foro fue una sesión de preguntas y respuestas en la que el comentarista de CNN Campbell Brown y Jon Meacham de Newsweek, así como miembros selectos de la audiencia, plantearon preguntas sobre la fe y la política a Clinton y Obama. Ambos aparecieron por separado. El foro fue transmitido en vivo por CNN. El evento fue organizado por la organización religiosa Faith in Public Life.
- Página web oficial
- Transcripción de CNN

### 16 de abril de 2008 - ABC 8:00 p.m. EDT - Filadelfia, Pensilvania
| Candidato | Encuestas |
| --------- | --------- |
| Obama     | 49,0%     |
| Clinton   | 41,0%     |

Tanto Clinton como Obama aparecieron en un debate moderado por ABC News el 16 de abril de 2008 a las 8 PM EDT en el National Constitution Center. El debate fue televisado a nivel nacional a las 8 p. m. Este y Pacífico (cinta retrasada) y a las 7 PM Central/Mountain (cinta retrasada). Este fue el segundo debate que se mostró a nivel nacional en la televisión al aire.
Los moderadores Charles Gibson y George Stephanopoulos fueron criticados por televidentes, blogueros y críticos de los medios por la mala calidad de sus preguntas.
Durante el debate, ni Obama ni Clinton respondieron si nombrarían o no al otro como su compañero de fórmula.
Algunas de las preguntas que muchos espectadores dijeron que consideraban irrelevantes comparadas con la tambaleante economía o la guerra de Irak, como por qué el senador Barack Obama no usó un broche de la bandera estadounidense en su solapa, los comentarios incendiarios del ex pastor de Obama o la afirmación de la senadora Hillary Rodham Clinton de que tuvo que esquivar fuego de francotiradores en Bosnia hace más de una década. Se consideró que las preguntas de los moderadores se centraban en errores de campaña y en entrenar la mayor parte de sus municiones sobre Obama, a lo que Stephanopoulos respondió diciendo que "el senador Obama [era] el favorito" y las preguntas "no fueron inapropiadas o irrelevantes para nada".
- Página web oficial
- Transcripción del New York Times
- Transcripción del Consejo de Relaciones Exteriores
- Video con subtítulos ocultos